# Melograf
Melograf (av grekiska melos, sång, och grafein, skriva) var en maskin, som i noter kunde skriva vad som spelades (improviserades, fantiserades) på ett piano. Uppfinningen tillskrivs en engelsk prästman Creed (1747) och förbättrades sedan under åren, till exempel av Rivoire i Orléans 1895 och L. Kromar i Wien 1904), men vann likväl inte någon nämnvärd användning. Genom uppfinningen av fonografen ansågs problemet ha blivit löst.